# Mochlus brevicaudis
Mochlus brevicaudis là một loài thằn lằn trong họ Scincidae. Loài này được Greer, Grandison & Barbault mô tả khoa học đầu tiên năm 1985.